# Episodi di Heroic Age
Questa è la lista degli episodi di Heroic Age (ヒロイック・エイジ, Hiroikku Eiji), una serie televisiva anime prodotta da Xebec. Gli episodi sono stati trasmessi dal 1º aprile al 30 settembre 2007 su TV Tokyo e TV Osaka, riscuotendo un discreto successo. 
La serie "Heroic Age" è ambientata in un futuro lontano, in un universo segnato da conflitti tra diverse tribù. La trama segue un ragazzo di nome Age, che è un Nodos, un essere dotato di poteri straordinari grazie all'essenza della Tribù degli Eroi, una razza antica e potente.

## Contesto
Dopo la scomparsa della Tribù d'Oro, l'umanità è minacciata dalla Tribù dell'Argento e dalla sua alleata, la Tribù del Bronzo. La Tribù del Ferro, rappresentante dell'umanità, cerca disperatamente di sopravvivere a questa guerra. La Principessa Dhianeila della Tribù del Ferro parte con l'equipaggio dell'Argonaut per cercare Age, il cui potere potrebbe essere la chiave per salvare la sua gente.

## Sviluppo della Trama
Age vive su un pianeta devastato chiamato Oron, dove è cresciuto in isolamento. Quando Dhianeila e il suo equipaggio lo trovano, scoprono che Age ospita al suo interno Bellcross, uno dei cinque Nodoss sopravvissuti. Bellcross è considerato il più potente tra i Nodoss e rappresenta l'esistenza stessa.Inizialmente, Age è riluttante ad abbandonare il suo pianeta e il suo amico polipo Fuut, ma quando la Tribù del Bronzo attacca Oron, la sua rabbia scatenata dalla distruzione della sua casa lo porta a trasformarsi in Bellcross, sconfiggendo i nemici e dimostrando il suo valore.

## Temi Principali
La serie affronta temi come il sacrificio, l'amicizia e la lotta per la sopravvivenza. Age deve affrontare le sue responsabilità come Nodoss e il peso delle aspettative legate al suo potere. La narrazione si sviluppa attraverso battaglie epiche e conflitti interni tra le tribù, culminando in una lotta finale per il destino dell'umanità.In sintesi, "Heroic Age" racconta la storia di un giovane eroe che deve navigare tra le sue origini misteriose e le sfide della guerra interstellare per proteggere ciò che ama.

## Lista episodi
| Nº | Titolo italiano Giapponese 「Kanji」 - Rōmaji | In onda           | In onda |
| Nº | Titolo italiano Giapponese 「Kanji」 - Rōmaji | Giapponese        |         |
| 1  | Il pianeta in rovina 「滅びの星」 - Horobi no hoshi | 1º aprile 2007    |         |
| 1  | L'episodio inizia con un'introduzione sul passato delle varie Tribù. La scena si sposta poi sull'Argonaut, dove la Principessa Dhianeila scopre un flusso di energia pura proveniente da un punto dello spazio. La comunicazione viene inviata al Capitano e alla squadra di Iolaus, che scendono sul pianeta. Nel frattempo, il ragazzo di nome Age si trova all'interno di una nave abbandonata, intento a confezionare i tentacoli di Fuut da mangiare. Tayl e Mayl lo scoprono e lo portano dalla Principessa. Intanto, una minaccia emerge dallo spazio: i formicai della Tribù del Bronzo, comandati dalla Tribù d'Argento. La nave viene distrutta, causando in Age rabbia e dolore, emozioni che gli permettono di trasformarsi nel Nodos Bellcross e di distruggere i formicai. Questa trasformazione segna un momento cruciale nella storia, evidenziando il potere di Age e il suo ruolo fondamentale nella lotta contro le forze nemiche. |                   |         |
| 2  | Il bambino dimenticato 「忘れられた子供」 - Wasurerareta kodomo | 8 aprile 2007     |         |
| 2  | L'episodio inizia con il grido di Bellcross ai nemici sconfitti. Appena si trasforma di nuovo in un normale ragazzo, si mette a piangere di fronte alla morte della madre, A.I., un computer di bordo che considerava sua madre. Dopo aver parlato con Dhianeila, accetta di salire a bordo dell'Argonaut. Una volta a bordo, Age sale sul palco per la sua presentazione, ma a causa della sua natura selvaggia inizia a saltare sui tavoli e a rubare cibo. Intanto, Iolaus cerca di ritrovare la "scimmia", così denominata da lui e dal capitano, senza successo. Age riesce a uscire solo dopo aver avvertito il pericolo rappresentato dalla Tribù del Bronzo, che si sta dirigendo verso l'Argonaut. Si ritrasforma nuovamente in Bellcross per affrontare la minaccia imminente.Bellcross sconfiggendo tutti i formicai. |                   |         |
| 3  | La Tribù degli Eroi 「英雄の種族」 - Eiyū no shuzoku | 15 aprile 2007    |         |
| 3  | In questo episodio, Age viene istruito il più possibile riguardo all'umanità. Intanto, la Tribù d'Argento attacca l'Argonaut, ma il piano fallisce. Tuttavia, la battaglia non termina qui; l'azione si intensifica e nuove minacce si profilano all'orizzonte. L'episodio offre anche un'importante apertura e una finale che segna un punto di svolta nella trama, evidenziando le sfide e le dinamiche tra i personaggi mentre si preparano ad affrontare le conseguenze dell'attacco e le rivelazioni sul loro passato. |                   |         |
| 4  | Il pianeta Titarros 「惑星ティターロス」 - Wakusei Titārosu | 22 aprile 2007    |         |
| 4  | L'Argonaut prova ad atterrare sul pianeta Titarros, con la Tribù d'Argento all'inseguimento. Per evitare di far sapere ai governatori del pianeta della presenza di un Nodos a bordo, Iolaus fugge con Age, portandolo in una città popolata del pianeta. Mentre si trovano su una funivia, Age nota su un palo un altro Nodos, Karkinos. Inizia così un inseguimento da parte di Age per catturare Karkinos all'interno di una galleria autostradale. Durante l'inseguimento, Age apprende sempre di più riguardo all'umanità e alla sua missione. La Tribù d'Argento non si arrende facilmente e la tensione aumenta mentre Age cerca di comprendere il suo ruolo nel conflitto che coinvolge le varie Tribù. L'episodio mette in luce le sfide che Age deve affrontare mentre cerca di proteggere i suoi nuovi amici e scoprire il suo destino. |                   |         |
| 5  | Nodoss 「ノドス」 - Nodosu | 29 aprile 2007    |         |
| 5  | Age e Karkinos si trovano su un lago ghiacciato, circondato da una foresta, pronti a dare inizio alla battaglia. Nel frattempo, Iolaus rientra all'Argonaut come ordinato dalla Principessa, e la nave si dirige verso lo spazio per combattere i formicai. Mentre Bellcross è impegnato nel combattimento, avverte un pericolo imminente e decide di fuggire dal pianeta, distruggendo tutti i formicai e sfiorando la distruzione di una nave della Tribù d'Argento. In questo modo, salva l'Argonaut e dimostra il suo valore a Karkinos, che decide di fuggire. |                   |         |
| 6  | Il cimitero dello spazio 「セメタリー・ベルト」 - Semetarī Beruto | 6 maggio 2007     |         |
| 6  | Dopo l'evento su Titarros, tutti gli altri pianeti si rifiutano concedere all'Argonaut, l'atterraggio, inventando le scuse più disparate. A questo punto, non rimase altra scelta che dare retta a Dhianeila e ad Age, che li conducono in un territorio caratterizzato da grossi e pericolosi meteoriti. A complicare ulteriormente la situazione interviene la Tribù del Bronzo, che cercher, a tutti i costi, di ostacolarli nel loro cammino. Nel frattempo, i nemici Karkinos giungono con l'intento di eliminare il Nodos, mentre Mehitaka ha come obiettivo la distruzione della nave. La tensione aumenta mentre i protagonisti si preparano ad affrontare le sfide che li attendono in questo nuovo e pericoloso ambiente. |                   |         |
| 7  | Contratto 「契約」 - Keiyaku | 13 maggio 2007    |         |
| 7  | Lo scontro tra Bellcross e Karkinos continua, mentre Mehitaka rivela la sua forma da supereroe trasformandosi in Arutemia. L'Argonaut esce dal campo di battaglia, lasciando Age libero di continuare la sua lotta. Intanto, un aiuto inaspettato arriva per l'Argonaut, cambiando le sorti dello scontro. La battaglia si intensifica ulteriormente, con Age che deve affrontare non solo Karkinos, ma anche le forze della Tribù d'Argento e della Tribù del Bronzo. Con l'arrivo di Arutemia, le dinamiche della battaglia si complicano, poiché nuovi alleati e nemici si uniscono al conflitto. La situazione diventa critica mentre i protagonisti cercano di trovare un modo per prevalere contro le forze avversarie. |                   |         |
| 8  | Il Veloce Nodoss 「閃光のノドス」 - Senkō no Nodosu | 20 maggio 2007    |         |
| 8  | L'Argonaut cerca di fuggire dalla Tribù d'Argento, assistita dalla flotta Azu-Azu che tenta di facilitare la loro evasione, ma senza successo. Quando l'Argonaut viene bloccato, non rimane altra scelta che affidarsi a Dhianeila. La situazione si fa critica mentre i protagonisti si preparano ad affrontare le conseguenze del fallimento della loro fuga, con il destino della nave e dei suoi occupanti in gioco. La tensione aumenta, e la determinazione di Dhianeila diventa fondamentale per trovare una via d'uscita da questa difficile situazione. |                   |         |
| 9  | Ritorno 「帰還」 - Kikan | 27 maggio 2007    |         |
| 9  | La battaglia tra Bellcross e Karkinos sta per concludersi. Yuti, rendendosi conto che Karkinos è in difficoltà, ordina a Mehitaka, trasformatosi in Arutemia, di aiutarlo. Nel frattempo, l'Argonaut riceve un messaggio cifrato che indica la posizione di un varco spazio-temporale, denominato "Starway" nella saga. Mentre la situazione si fa sempre più critica, Age deve affrontare non solo Karkinos ma anche le forze della Tribù d'Argento. L'arrivo di Arutemia porta nuova energia al conflitto, mentre l'Argonaut cerca disperatamente di trovare una via di fuga attraverso il varco spazio-temporale. Questo momento segna un punto cruciale nella storia, poiché le scelte fatte dai protagonisti determineranno il loro destino e quello delle varie Tribù coinvolte nel conflitto. |                   |         |
| 10 | Eroe solo 「孤独の英雄」 - Kudoku no eiyū | 3 giugno 2007     |         |
| 10 | Gli esseri umani, mentre sono in viaggio nello spazio, si riuniscono e dichiarano guerra alla Tribù d'Argento. Nel frattempo, Meleagros, uno dei fratelli di Dhianeila, utilizza Age come strumento per i propri guadagni. Allo stesso tempo, la Tribù d'Argento ordina ai propri Nodos di sterminare la Tribù del Ferro. Questa situazione segna un punto cruciale nella trama, poiché le azioni di Meleagros e le minacce della Tribù d'Argento mettono a rischio non solo Age, ma anche il destino dell'intera Tribù del Ferro. La tensione aumenta mentre i protagonisti devono affrontare le conseguenze delle loro scelte e le sfide che si profilano all'orizzonte. |                   |         |
| 11 | Stella Brillante 「輝きの星」 - Kagayaki no hoshi | 17 giugno 2007    |         |
| 11 | L'episodio inizia con Dhianeila che incoraggia il proprio popolo. Nel frattempo, Age si dedica a disegnare un dipinto che rappresenta il futuro di Altoria. La Tribù d'Argento, rendendosi conto della crescente minaccia rappresentata dai Nodoss, decide di prelevare il quinto Nodos e per farlo invia tre navi della sua flotta. Questa decisione segna un momento cruciale nella trama, poiché la Tribù d'Argento intensifica le sue azioni contro le forze dell'umanità e dei Nodoss. La determinazione di Dhianeila e la creatività di Age si rivelano fondamentali mentre si preparano ad affrontare la nuova minaccia. |                   |         |
| 12 | L'Inghiottimento della Torcia 「破滅の炬火」 - Hametsu no kyoka | 24 giugno 2007    |         |
| 12 | La violenta battaglia ha inizio. La Tribù d'Argento è leggermente in vantaggio su quella del Ferro, mentre fasci di luce laser ed esplosioni illuminano il campo di battaglia. Allo stesso tempo, Karkinos si batte nuovamente contro Bellcross, con entrambi i Nodos che mettono in mostra le loro immense potenzialità. Yuti, rendendosi conto delle difficoltà di Karkinos, decide di inviare Mehitaka, trasformato in Arutemia, per aiutarlo. La situazione si fa sempre più critica mentre le forze della Tribù d'Argento continuano a premere sull'Argonaut. In questo contesto di caos e conflitto, l'Argonaut riceve un messaggio cifrato che indica la posizione di un varco spazio-temporale, denominato "Starway". Questo varco potrebbe rappresentare una via di fuga cruciale per i protagonisti, ma prima devono affrontar |                   |         |
| 13 | La Manipolazione del Tempo 「時空流の戦い」 - Jikū-ryū no tatakai | 1º luglio 2007    |         |
| 13 | Mentre Karkinos tiene Age occupato, Lekti utilizza la Manipolazione del Tempo. Nel frattempo, Meleagros ordina alla propria flotta di avanzare verso Marte, convinto della loro superiorità. Tuttavia, l'Argonaut arriverà in tempo nel tentativo di aiutarli. Questa situazione crea un'intensa pressione su Age, che deve affrontare non solo Karkinos ma anche le conseguenze delle azioni della Tribù d'Argento. L'intervento dell'Argonaut potrebbe rivelarsi cruciale per cambiare le sorti della battaglia e per garantire la sopravvivenza della Tribù del Ferro. |                   |         |
| 14 | Distruggine Uno 「荒ぶる者」 - Araburu mono | 8 luglio 2007     |         |
| 14 | Bellcross è sempre più forte e cerca di assalire violentemente Karkinos. Quando Bellcross impazzisce, avverte che, se la situazione continua in questo modo, non solo distruggerà la Tribù d'Argento, ma anche quella a cui appartiene, ovvero la Tribù del Ferro. A questo punto, la situazione si complica su molti fronti: l'Argonaut è a Marte, mentre le tribù del Ferro e dell'Argento si scontrano, e Dhianeila deve affrontare i suoi stessi fratelli. Nel caos che ne deriva, Mehitaka inizia a battersi contro Bellcross. La battaglia si intensifica mentre i protagonisti devono affrontare le conseguenze delle loro azioni e le minacce crescenti da entrambe le parti. La determinazione di Dhianeila e la forza di Age, ora in forma di Bellcross, si rivelano fondamentali per cercare di ristabilire l'equilibrio in un conflitto sempre più devastante. |                   |         |
| 15 | Quando la luce cade 「光降るとき」 - Hikari furu toki | 15 luglio 2007    |         |
| 15 | la battaglia tra le tribù si intensifica. Age, ancora nella sua forma di Bellcross, è utilizzato come arma principale dalla Tribù del Ferro, sotto gli ordini di Meleagros e Atalantes. In un tentativo disperato di sconfiggere la Tribù d'Argento, viene ordinata la distruzione di Io, una luna di Giove. Quando Io collide con Giove, il pianeta viene acceso, generando una catastrofica esplosione. Tuttavia, la Tribù d'Argento riesce a creare una barriera temporale che respinge le fiamme generate dall'esplosione. Di conseguenza, Giove esplode e si trasforma in una palla di plasma ardente, distruggendo gran parte delle linee frontali della Tribù del Ferro. In mezzo al caos, Lekti si unisce alla lotta tra Age e Karkinos. La situazione diventa sempre più critica mentre le forze in gioco si scontrano e il destino delle tribù è appeso a un filo. L'episodio mette in evidenza le conseguenze devastanti della guerra e il crescente potere di Age mentre cerca di trovare un modo per fermare il conflitto che minaccia l'intera galassia. |                   |         |
| 16 | Eccedere alle Regole 「幾つの定めを超えて」 - Ikutsu no sadame o koe te | 20 luglio 2007    |         |
| 16 | La situazione si complica ulteriormente. Age, ancora nella sua forma di Bellcross, continua a essere sopraffatto dalla Manipolazione del Tempo di Lekti, entrando in uno stato di caos mentale. Mentre Meleagros e la sua flotta avanzano verso Marte, convinti della loro invincibilità, si trovano circondati dalle forze nemiche. Nel bel mezzo del conflitto, Age minaccia di distruggere le flotte sia della Tribù d'Argento che della Tribù del Ferro. Mehitaka, trasformato in Arutemia, decide di intervenire per fermarlo. La battaglia si intensifica quando Karkinos si unisce al combattimento contro Age e Mehitaka. |                   |         |
| 17 | Le Forze di Rappresaglia 「報復の軍勢」 - Houfuku no gunzei | 29 luglio 2007    |         |
| 17 | La Tribù d'Argento, dopo aver subito perdite significative, decide di lanciare una rappresaglia contro Age e la Tribù del Ferro. Age, ancora in forma di Bellcross, affronta Karkinos e altri Nodos mentre la situazione si complica. Meleagros, insieme alla flotta calidoniana, avanza verso il pianeta della Tribù di Bronzo, disturbando i loro nidi e scatenando ulteriori conflitti. Nel frattempo, Yuty La apprende da Karkinos il significato della vendetta e la motivazione che lo spinge a combattere. Mentre Age e l'Argonaut si preparano a contrastare le forze della Tribù di Bronzo, la tensione cresce e le alleanze si formano in un contesto di caos. L'episodio culmina con battaglie intense e decisioni difficili da parte dei protagonisti, mentre il destino delle tribù è appeso a un filo. La determinazione di Age e la strategia delle varie fazioni saranno cruciali per affrontare le sfide imminenti. |                   |         |
| 18 | Il Giorno della Vittoria 「勝利の日」 - Shouri no hi | 5 agosto 2007     |         |
| 18 | Dopo una serie di scontri devastanti, l'Argonaut naviga sulla superficie della Terra, mentre il conflitto tra la Tribù d'Argento e la Tribù del Ferro raggiunge il culmine. Age, in forma di Bellcross, distrugge la nave di Phaetho O e alcuni nidi della Tribù di Bronzo che si erano uniti alla lotta. Tuttavia, Meleagros e Atalantes non riescono a contenere gli attacchi di Yuty La, portando a un'escalation del conflitto. Mehitaka decide di unirsi ad Age per affrontare Yuty La, ma entrambi si trovano presto sotto attacco da parte delle forze nemiche. La battaglia si intensifica ulteriormente quando Karkinos entra nel combattimento, schierandosi contro Age e Mehitaka. In uno degli scontri, l'Althaea viene distrutta insieme a Meleagros, Atalantes e la flotta calidoniana, costringendo Nilval a ordinare una ritirata. Nel frattempo, Dhianeila finalmente incontra Prome O e chiede di parlare con lei. L'episodio culmina in un'esplosione rossa che segna un momento critico nella guerra tra le tribù. Age e Yuty La si trovano intrappolati in un vuoto di nulla, dove Age scopre un gemma contenente la forma eroica di Karkinos, permettendo al Nodos di rinascere. |                   |         |
| 19 | Battaglia nel Sistema 「星系間侵攻」 - Hoshi kei kan shinkou | 12 agosto 2007    |         |
| 19 | La Principessa Dhianeila e l'equipaggio dell'Argonaut si preparano a indagare su un flusso di energia proveniente da un pianeta. Nel frattempo, Age, il protagonista, viene scoperto mentre si nutre di tentacoli di Fuut e viene portato dalla Principessa. La situazione si complica con l'emergere della Tribù del Bronzo, che attacca l'Argonaut. Age, spinto da emozioni intense, si trasforma nel potente Nodos Bellcross e distrugge i nemici, segnando un momento decisivo nella lotta tra le tribù e sottolineando il suo ruolo fondamentale nella storia. L'episodio termina con una crescente tensione per i futuri sviluppi del conflitto. |                   |         |
| 20 | Il Nodoss dell'Oscurità 「暗黒のノドス」 - Ankoku no Nodos | 20 agosto 2007    |         |
| 20 | La tensione aumenta mentre l'Argonaut cerca di fuggire dalla Tribù d'Argento. La flotta Azu-Azu tenta di assistere nella fuga, ma l'operazione si complica. Age, il protagonista, affronta il suo destino e si confronta con Yuti, la leader dei Nodoss della Tribù d'Argento, che possiede il potere del Nulla. La battaglia si intensifica, rivelando le capacità straordinarie di Age e le sue emozioni contrastanti. Questo episodio segna un punto cruciale nel conflitto tra le tribù, evidenziando il tema della luce contro l'oscurità e il destino di Age come Nodoss. |                   |         |
| 21 | Il Pianeta Kodomos 「惑星コドモス」 - Wakusei Kodomossu | 26 agosto 2007    |         |
| 21 | la trama si sviluppa attorno alla scoperta del pianeta Kodomos, un luogo misterioso e cruciale per il destino delle tribù. Age e l'equipaggio dell'Argonaut si trovano a dover affrontare nuove sfide, mentre la Tribù d'Argento continua a rappresentare una minaccia costante. Durante l'episodio, Age esplora le sue capacità e il suo legame con gli altri Nodoss, mentre si intensificano le tensioni tra le diverse fazioni. La Principessa Dhianeila gioca un ruolo fondamentale nel cercare di unire le tribù contro il nemico comune, sottolineando l'importanza della cooperazione per la salvezza dell'umanità. L'episodio culmina in momenti di azione e rivelazioni che pongono le basi per i futuri sviluppi della storia. |                   |         |
| 22 | Contratto di morte 「死の契約」 - Shi no keiyaku | 2 settembre 2007  |         |
| 22 | la tensione tra le tribù raggiunge un punto critico. Age, il protagonista, è costretto a confrontarsi con le dure realtà del suo destino e i comandamenti imposti dalla Tribù Dorata. Mentre la Tribù d'Argento continua a rappresentare una minaccia, Age deve affrontare Karkinos e altri nemici in una battaglia decisiva. Durante lo scontro, emergono alleanze inaspettate e tradimenti, complicando ulteriormente la situazione. L'episodio esplora temi di sacrificio e responsabilità, culminando in una lotta che mette in discussione la sopravvivenza dell'umanità e il futuro delle tribù. La tensione emotiva e le scelte difficili di Age pongono interrogativi sul significato del potere e della libertà. |                   |         |
| 23 | Le quattro persone 「四人」 - Yon nin | 9 settembre 2007  |         |
| 23 | la trama si concentra sulle interazioni tra i Nodoss e le loro rispettive tribù. Age affronta le conseguenze delle sue scelte, mentre la tensione tra la Tribù d'Argento e la Tribù del Ferro continua a crescere. Durante l'episodio, vengono esplorati i legami tra i personaggi principali, rivelando le motivazioni e le storie personali di ciascuno. La Principessa Dhianeila cerca di unire le forze contro il nemico comune, mentre emergono conflitti interni e dilemmi morali. L'episodio culmina in una battaglia che mette alla prova le alleanze e il destino dell'umanità, preparando il terreno per gli eventi finali della serie. |                   |         |
| 24 | Elysium 「エリュシオン」 - Eryushion | 16 settembre 2007 |         |
| 24 | la trama culmina in una battaglia decisiva che determina il destino delle tribù. Age, ora consapevole del suo ruolo cruciale come Nodoss, affronta le sue paure e le responsabilità legate al potere che possiede. Mentre le forze della Tribù d'Argento e della Tribù del Bronzo si preparano a lanciarsi in un attacco finale, Age e i suoi alleati cercano di trovare una soluzione per fermare la guerra e salvare l'umanità. L'episodio esplora temi di sacrificio, speranza e redenzione, mentre i personaggi principali si confrontano con le conseguenze delle loro azioni. La battaglia finale è caratterizzata da intense sequenze d'azione e momenti emotivi, culminando in una risoluzione che segna un nuovo inizio per tutte le tribù coinvolte. "Elysium" rappresenta così il culmine della serie, chiudendo il cerchio delle lotte e delle alleanze formatesi nel corso della storia. |                   |         |
| 25 | L'ultimo sforzo 「最後の契約」 - Saigo no keiyaku | 23 settembre 2007 |         |
| 25 | la trama si concentra sul conflitto finale tra le tribù e il destino dell'umanità. Age, insieme ai suoi alleati, affronta l'ultima battaglia contro la Tribù d'Argento e i suoi Nodoss. Mentre le forze nemiche si preparano a lanciare un attacco decisivo, Age deve mettere in gioco tutte le sue abilità e il potere di Bellcross per proteggere i suoi amici e garantire la sopravvivenza della Tribù del Ferro. L'episodio esplora temi di sacrificio e determinazione, con i personaggi che si confrontano con le loro paure e il loro passato. La tensione culmina in momenti drammatici, mentre le alleanze vengono messe alla prova e si prendono decisioni critiche. "L'ultimo sforzo" segna un punto di svolta cruciale nella serie, preparando il terreno per la conclusione della storia e il destino finale di Age e delle tribù coinvolte. |                   |         |
| 26 | Age 「エイジ」 - Eiji | 30 settembre 2007 |         |
| 26 | La serie raggiunge la sua conclusione con un focus sul destino finale di Age e il futuro dell'umanità. Dopo una serie di battaglie intense e conflitti tra le tribù, Age si confronta con il suo ruolo di Nodoss e le responsabilità che ne derivano. Durante l'episodio, vengono esplorati i temi del sacrificio, della speranza e della redenzione. Age deve affrontare le conseguenze delle sue scelte e il peso del potere che possiede, mentre cerca di unire le tribù per un futuro migliore. La Principessa Dhianeila, insieme ai suoi alleati, gioca un ruolo cruciale nel tentativo di stabilire la pace. L'episodio culmina in una risoluzione che segna un nuovo inizio per l'umanità, evidenziando la crescita personale di Age e il suo impatto sulle vite degli altri. "Age" chiude la narrazione con una nota di speranza, suggerendo che, nonostante le difficoltà affrontate, ci sia sempre la possibilità di un futuro luminoso. |                   |         |